# Ligne de Sarreguemines vers Sarrebruck
Ne doit pas être confondue avec la ligne de Sarrebruck à Sarreguemines (ligne allemande).
La ligne de Sarreguemines vers Sarrebruck est une ligne de 1,045 km, qui doit son importance au fait qu'elle permet le lien entre les réseaux de chemin de fer français et allemands.
Elle constitue la ligne no 163 000 du réseau ferré national.

## Histoire
Le 25 septembre 1867, le décret impérial no 2071 rend opérationnelle la convention du 18 juillet 1867 conclue entre la France, représentée par le marquis de Moustier, et la Prusse, représentée par Henri-Louis-Robert, comte de Goltz. Cette convention détaille les engagements de chaque partie pour la construction et l'exploitation d'un chemin de fer entre Sarreguemines et Sarrebruck. Il est notamment précisé l'engagement du gouvernement français à concéder un chemin de fer de Sarreguemines à la frontière, en direction de Sarrebruck, à la Compagnie des chemins de fer de l'Est. Réciproquement, le gouvernement prussien s'engage à construire une ligne allant de Sarrebruck à la frontière. Ces deux lignes doivent se rejoindre sur un pont construit sur la Sarre. L'accord prévoit en outre l'arrivée des trains allemands jusqu'à la gare de Sarreguemines.
L'ensemble est mis en service le 1er juin 1870, la partie française (désormais officiellement appelée « ligne de Sarreguemines vers Sarrebruck » par la SNCF) se terminant au centre du pont sur la Sarre à Hanweiler.

## Caractéristiques
Cette ligne à voie unique (ainsi que la voie A en gare de Sarreguemines, desservie par le Saarbahn à partir de 1997) est électrifiée en courant alternatif 15 kV – 16,7 Hz depuis le 22 avril 1983.